# محطة سوق الذهب (مترو دبي)
محطة سوق الذهب (بالإنجليزية: Gold Souq station)؛ هي محطة نقل سريع على الخط الأخضر لشبكة مترو دبي التي تخدم دبي في الإمارات العربية المتحدة.